# Charles Colville (1er vicomte Colville de Culross)
Pour les articles homonymes, voir Colville.
Charles John Colville, né le 23 novembre 1818 à Édimbourg (Écosse), mort le 1er juillet 1903, 1er vicomte Colville de Culross, est un noble écossais, pair d'Écosse et du Royaume-Uni.

## Biographie
Charles Colville, est d'abord lord Colville de Culross de 1849 à 1885, dans la pairie d'Écosse. À cette date, il est créé baron Colville de Culross dans la pairie du Royaume-Uni. En 1902, il est élevé au rang de vicomte Colville de Culross, toujours dans la pairie du Royaume-Uni. Il est issu d'une famille de noblesse d'épée écossaise. Son père est le général Sir Charles Colville (1770-1843), gouverneur de Maurice. 
En 1853, il épouse Lady Cecile Catherine Mary Carrington. Un de ses fils est l'amiral Stanley Colville (1861-1939). Son petit fils Jock Colville est un proche de Winston Churchill. Élève de l'institution privée Harrow School, il entre dans l'armée au 11th Hussars et en devient capitaine puis démissionne. En 1851, après l'armée, il est élu pair représentant d'Écosse (Parti Conservateur).
Du 28 février 1852 au 18 décembre 1852, il est Grand Écuyer de la Maison de la reine Victoria, sous le gouvernement Derby. En 1858 et 1859, il est de nouveau Grand Écuyer de la Maison de la reine Victoria, sous le gouvernement Disraeli. En 1866, il entre au Conseil Privé de la reine Victoria. Entre 1873 et 1901, il est chambellan de la princesse de Galles et il devient pair du Royaume-Uni pour le comté de Perth. De 1901 à 1903, il est chambellan de la reine Alexandra de Danemark.
De 1872 à 1895, il dirige la Great National Railway Company et, en 1900, à sa création, il est directeur de la ligne de Métro Central London Railway.
Leslie Ward fit une caricature de lui dans le magazine Vanity Fair de juillet 1873.

## Décorations
- Chevalier de l'ordre du Chardon (1874).
- Ordre royal de Victoria.

## Sources
- Gustave Vapereau, Dictionnaire Universel des contemporains, Hachette, Paris, 1870, p. 426